# 닐스 페테르젠
닐스 페테르젠(독일어: Nils Petersen, 1988년 12월 6일 베르니게로데 ~ )은 독일의 은퇴한 축구 선수로, 과거 스트라이커로 활약했다.

## 구단 경력
2006년 카를 차이스 예나 리저브팀에서 선수 활동을 시작해 2008년까지 23경기 11골을 터뜨리는 활약을 선보였으나 2007년부터 2009년까지 1군팀에서는 통산 41경기 4골을 기록하는데 그쳤고 2009년 FC 에네르기 콧부스로 이적하여 2011년까지 56경기 35골을 터뜨렸고 특히 2010-11 2부 리그에서 무려 25골로 득점왕에 오르는 기염을 토하면서 팀이 이 시즌 리그 6위를 차지하는데 큰 공을 세웠다. 
그 뒤 2011년 분데스리가의 명문이자 강호인 FC 바이에른 뮌헨으로 이적하였으나 3시즌동안 9경기 출전에 단 2득점에 그쳤고 2012년 SV 베르더 브레멘으로 임대 이적하여 2013년까지 34경기 11골을 기록하며 브레멘에서의 생활을 성공적으로 마무리했다. 
그리고 2013년 베르더 브레멘으로 완전 이적하여 35경기 7골을 기록한 후 2015년 SC 프라이부르크로 2번째 임대 이적하여 12경기 9골을 기록한 뒤 프라이부르크로 완전 이적하여 현재까지 프라이부르크의 주축 공격수로서 181경기 74골을 기록 중이며 특히 2부 리그 2015-16 시즌에서 21골로 득점 랭킹 2위에 랭크되며 팀의 2부 리그 우승 및 1부 리그 승격에 기여했고 차기 시즌인 2016-17 시즌에서는 팀의 리그 7위 및 2017-18 UEFA 유로파리그 예선 3라운드 진출에 일조했으며 2017-18 시즌에서는 15골로 바이에른 뮌헨의 로베르트 레반도프스키에 이어 득점 랭킹 2위에 오르는 기염을 토하며 팀의 1부 리그 잔류를 이끌었다.

## 국가대표팀 경력
독일 U-19 대표팀 소속으로 2007년 UEFA U-19 챔피언십에 출전하여 팀의 4강 진출에 기여했고 이후 2009년까지 U-20 대표팀과 U-21 대표팀에서 5경기를 소화했다.
그리고 2016년 하계 올림픽 남자 축구에 와일드카드 자격으로 출전하여 6골로 팀 동료인 세르주 냐브리와 함께 대회 득점 랭킹 공동 1위에 오르며 팀의 은메달 획득에 기여했는데 이는 1988년 하계 올림픽 동메달 이후 무려 28년만에 독일 축구가 획득한 2번째 올림픽 메달이었다.
이후 2018년 5월 15일 발표된 2018년 FIFA 월드컵 출전 예비 명단에 자신의 이름을 올렸고 같은 해 6월 2일 열린 오스트리아와의 친선 경기에서 국제 A매치 데뷔전을 치렀으나 팀은 이 경기에서 1-2의 충격적인 패배를 당했으며 2018년 월드컵 본선을 앞두고 최종 23인 엔트리에서 결국 탈락했다.